# Benjamin Jason Horton
Benjamin Jason Horton (* 8. September 1873 in Lawrence, Kansas; † 1963) war ein US-amerikanischer Politiker und im Jahr 1934 kommissarischer Gouverneur von Puerto Rico.

## Werdegang
Benjamin Horton wurde in Lawrence geboren und begann später als Mitglied der Demokratischen Partei eine politische Laufbahn. Zu einem unbekannten Zeitpunkt kam er nach Puerto Rico. Zwischen 1912 und 1932 nahm er für dieses Territorium als Delegierter an den jeweiligen Democratic National Conventions teil, auf denen 1912 und 1916 Woodrow Wilson und 1932 Franklin D. Roosevelt als Präsidentschaftskandidaten nominiert wurden. Von 1932 bis 1940 gehörte er dem Democratic National Committee an.
Zwischen 1933 und 1935 übte er das Amt des Attorney Generals von Puerto Rico aus. Während dieser Zeit wurde er im Januar 1934 zum dortigen kommissarischen Gouverneur ernannt. Diesen Posten hatte er etwa einen Monat lang inne. Er überbrückte damit die Zeit zwischen dem Ausscheiden seines Vorgängers Robert Hayes Gore und dem Amtsantritt des neuen Gouverneurs Blanton Winship. Nach 1940 verliert sich die Spur von Jason Horton.